# Carina Christensen
Carina Christensen (ur. 8 listopada 1972 we Fredericii) – duńska polityk, od 2006 do 2010 minister w różnych resortach, deputowana do Folketingetu.

## Życiorys
Ukończyła w 1998 studia na Uniwersytecie Południowej Danii w Odense. Była asystentką europosła Poula Schlütera, pracownicą biura Odense przy UE w Brukseli, następnie zatrudniona w firmie produkującej meble. Od 2002 do 2006 była radną Fyns Amt.
W 2001 po raz pierwszy uzyskała mandat posłanki do duńskiego parlamentu z listy Konserwatywnej Partii Ludowej. Z powodzeniem ubiegała się o reelekcję w 2005 i 2007.
W grudniu 2006 została ministrem ds. rodziny i konsumentów w drugim rządzie Andersa Fogh Rasmussena. W listopadzie 2007 objęła urząd ministra transportu, a następnie we wrześniu 2008 ministra kultury. Funkcję tę utrzymała w powołanym w kwietniu 2009 gabinecie Larsa Løkke Rasmussena. Została odwołana w lutym 2010 w ramach rekonstrukcji rządu.
Po odejściu z parlamentu w 2011 została dyrektorem przedsiębiorstwa UdviklingVejen, którym zarządzała do 2014.